# KJ-700 (航空機)
KJ-700（空警-700）
- 用途：早期警戒管制機 (AEW&C)
- 製造者：
- 運用者： 中国（人民解放軍）
- 原型機：Y-9

KJ-700（中国語: 空警-700）は、中国人民解放軍が開発・運用中の早期警戒管制機（AEW&C）である。KJ-500と同様にY-9の機体をベースにしているとされている。

## 概要
KJ-500を大幅に改良したもので、諸外国の第6世代戦闘機との交戦を念頭に置いて設計されているとされる。強力な対ステルスおよび対ミサイル機能を備えていると考えられている。
衛星写真による分析から、2020年12月に瀋陽飛機工業集団（SAC）で試作機の存在が確認され、2023年6月にはさらに2機が確認されたとされる。一方、この衛星画像で確認された航空機はZDK-03やその新型とする分析もある。
2022年11月には中国が新型の空中警戒機を開発しているとの報道がなされた
2024年6月に西安飛機工業公司が試験飛行を実施している様子がWeb上に流出したほか、同年6月17日に人民解放軍が公開した海軍航空隊の画像に同型機が映り込んでいた。

## 派生型
KJ-700
基本型。KJ-500と比べ、胴体後方側面にあるレーダーのカバーおよびノーズ部分のレーダーが大型化しているほか、ノーズ下部にレーダーが追加されている。
海軍航空兵用に所属しているとされる同型機をKJ-700Hと呼称する例もある。

## 運用国
- 中華人民共和国
  - 中国人民解放軍空軍
  - 中国人民解放軍海軍航空兵